# Hiroaki Morishima
Hiroaki Morishima (森島寛晃, Morishima Hiroaki, Hiroshima, Japão, 30 de Abril de 1972) é um ex-futebolista japonês.

## Carreira
Hiroaki Morishima jogou toda a sua carreira pelo Cerezo Osaka.

## Seleção
Hiroaki Morishima integrou a Seleção Japonesa de Futebol na Copa da Ásia de 2000 no Líbano, sendo campeão.
Pela seleção japonesa, jogou 64 partidas e fez 12 gols.

## Títulos
Japão
- Copa da Ásia: 2000